# La Mort de Caton d'Utique
La Mort de Caton d’Utique est un tableau d'histoire peint par l'artiste académique français Jean-Paul Laurens en 1863. Il est conservé au musée des Augustins de Toulouse.

## Historique de l’œuvre

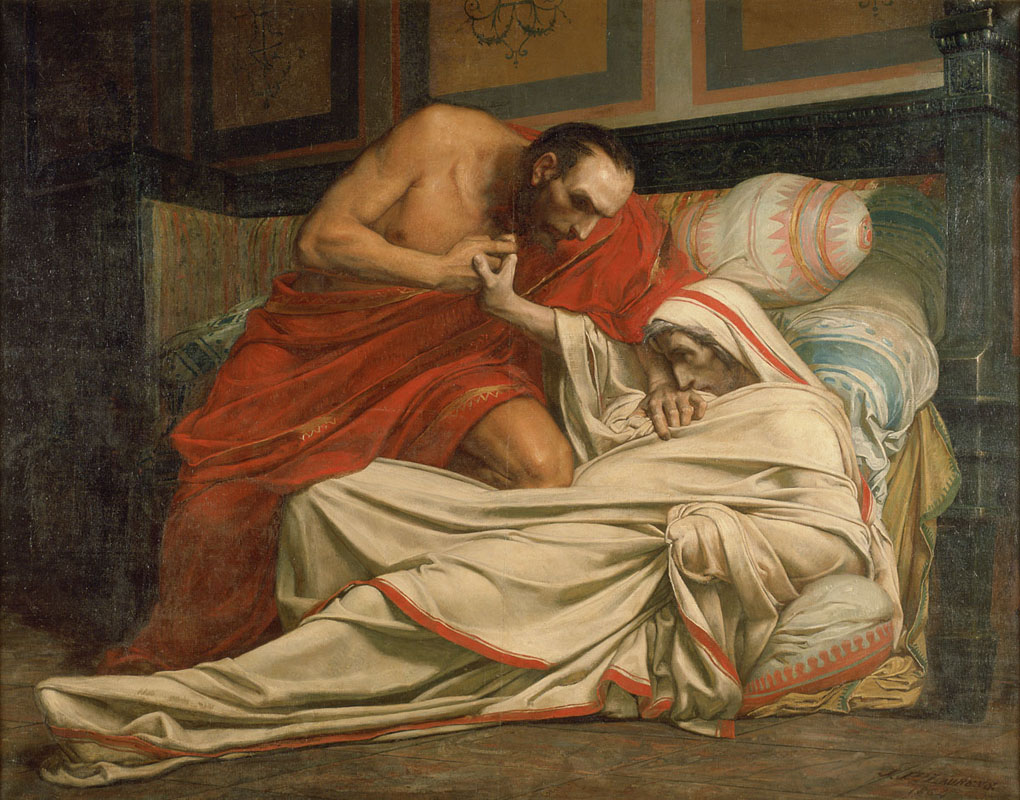
La Mort de Tibère, 1864, par Jean-Paul Laurens, musée Georges Labit, Toulouse.

Le tableau est exposé au Salon de 1863 où il est remarqué par le jury qui lui aurait décerné une médaille selon un certain Brassine, inspecteur de l’École des Beaux-Arts. Laurens, dont les études artistiques sont financées par la ville de Toulouse, décide de faire don d’un de ses tableaux à la ville en remerciement. Ainsi, dans une lettre du 22 juillet 1864, il propose au maire de Toulouse : « Si un de mes deux tableaux, que j’ai exposé aux salons précédents de Paris, peut vous paraître digne de figurer dans le musée de Toulouse, je serais heureux d’en faire hommage à cette bonne ville, en reconnaissance de ses bienfaits ».
Entre La Mort de Tibère et La Mort de Caton, les deux tableaux auxquels le peintre fait référence, le maire choisit ce dernier sur les conseils du même Brassine qui met en avant la distinction qu’aurait reçue cette toile au Salon. Le tableau est donc conservé depuis 1864 au musée des Augustins de Toulouse, où il est exposé dans le salon rouge.
En 1998, à l’occasion de l’exposition Jean-Paul Laurens (1838-1921), peintre d’histoire au musée d’Orsay et au musée des Augustins, le tableau a été restauré et a bénéficié d’un nettoyage.

## Description de l’œuvre
Il s’agit d’une peinture d’histoire dans laquelle Laurens représente sur un grand format le suicide de Caton d'Utique tel qu’il est relaté dans les Vies des hommes illustres de Plutarque : adversaire résolu de Jules César, défenseur de la cité d'Utique, il conseille à ses habitants de se rendre à César, tandis qu'il est lui-même résolu à mourir. Après avoir dîné, il va se coucher et relit le Phédon de Platon sur la survie de l'âme. Il réclame qu'on remette son glaive dans sa chambre, s'emportant au point de se blesser à la main en frappant un esclave. Après quelques heures de sommeil, il se suicide en enfonçant son glaive dans sa poitrine.
Le tableau reprend certains détails indiqués par Plutarque : le livre que Caton lisait est sur le chevet à droite, sa main droite est bandée, blessée en frappant un esclave. Dans une pièce sombre et dépouillée, le stoïcien, assis sur un lit au centre du tableau, s’enfonce une lame dans le ventre. Tourné de trois quarts vers la droite, son visage est tourné vers le spectateur qu’il fixe d’un regard plein de détermination. Dans l’angle supérieur droit, une simple lampe à huile éclaire Caton vêtu d’une toge blanche qui découvre largement son torse et son visage. Le tableau est signé J.P.Laurens 1863 dans l’angle inférieur droit.

## Contexte et réception
La Mort de Caton d’Utique est la première œuvre que Jean-Paul Laurens expose au Salon, cœur de la vie culturelle de la capitale, peu après son arrivée à Paris en 1863, une année qui s’avère une date clef de l’histoire de l’art. En effet c’est en 1863 que s’ouvre le Salon des refusés, auquel participe également Jean-Paul Laurens. La toile de Jean-Paul Laurens s’inscrit dans la tradition de la peinture académique et de l’art pompier, dont il est l’un des représentants. Le jeune artiste ne risque pas de heurter le sévère jury de ce Salon du Second empire avec ce sujet austère empreint de morale et de sobriété. Le tableau va même lancer sa carrière grâce à la médaille qu’il y aurait reçue.

## Analyse

### Le sujet

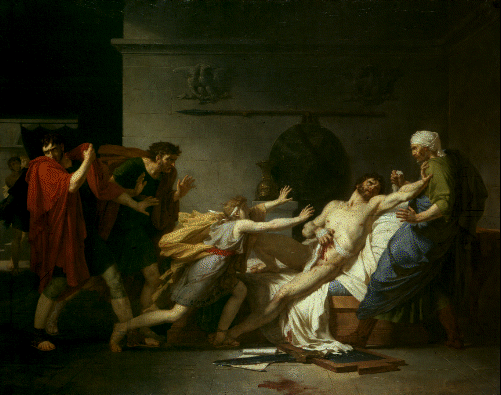
La Mort de Caton d'Utique, par Pierre-Narcisse Guérin, 1797, École nationale supérieure des beaux-arts, Paris.

Caton est un stoïcien romain, qui s’est suicidé plutôt que capituler, c’est donc une figure qui incarne la dignité et le courage.
Le choix de ce thème permet au jeune Laurens de s’attirer les faveurs du jury en se confrontant à ses illustres prédécesseurs. Cette scène du suicide de Caton avait été proposée comme sujet pour le Prix de Rome de 1797, remporté par Pierre-Narcisse Guérin, Pierre Bouillon et Louis-André-Gabriel Bouchet. Par ailleurs, deux ans plus tôt, en 1795, Guillaume Guillon Lethière avait déjà réalisé une version de la mort de Caton. Ces antécédents légitiment le choix de Laurens, qui s’adapte sur le plan formel et esthétique aux canons du Salon.

### Esthétique et composition
Le peintre traite la scène avec une grande économie de moyens avec une gamme de coloris réduites aux bruns et aux gris, et la simplicité de la composition, sans personnage secondaire, rendent le tableau très lisible.
Ferdinand Fabre, ami de Jean-Paul Laurens, écrit dans la biographie qu’il lui consacre en 1878, Le Roman d’un peintre :
« Au salon de 1863, notre jeune artiste exposa la Mort de Caton d’Utique. Ce tableau, auquel le jury décerna une mention honorable et qu’on peut voir au musée de Toulouse, représente Caton assis au bord de son lit, le buste droit, s’enfonçant un poignard dans les entrailles. La sombre résolution d’en finir avec la vie, la douleur inséparable des derniers instants sont exprimées sur le visage du farouche stoïcien avec une surprenante énergie de pinceau. Laurens indiquait déjà ce qu’il pourrait faire quand l’étude patiente de l’homme, la connaissance des secrets intimes de son art auraient développé les aptitudes qu’il tenait de la nature et dont il ne savait encore que montrer les germes, dénoncer, pour ainsi dire, que les rudiments. »